# 蒙特霍
蒙特霍，是西班牙卡斯蒂利亚-莱昂萨拉曼卡省的一个市镇。 总面积29平方公里，总人口227人（2001年），人口密度8人/平方公里。